# Gare de Font-Romeu-Odeillo-Via
Gare de Font-Romeu-Odeillo-Via – stacja kolejowa w Font-Romeu-Odeillo-Via, w departamencie Pireneje Wschodnie, w regionie Oksytania, we Francji. Jest zarządzany przez SNCF (budynek dworca) i przez RFF (infrastruktura). 
Została otwarta w 1910 przez Compagnie des chemins de fer du Midi et du Canal latéral à la Garonne. Jest obsługiwana przez pociągi TER Languedoc-Roussillon.

## Położenie
Stacja znajduje się na Ligne de Cerdagne, w km 34,925, na wysokości 1533 m n.p.m., pomiędzy stacjami Bolquère - Eyne i Estavar. 

## Linie kolejowe
- Ligne de Cerdagne